# 浜口巌根
浜口 巌根（はまぐち いわね、1899年〈明治32年〉9月21日 - 1976年〈昭和51年〉11月8日）は、元日本長期信用銀行頭取。東京府出身。濱口雄幸の二男で、濱口雄彦は兄である。勲二等旭日重光章。
妻は水町袈裟六の娘。長女・郁子は楢崎泰昌（参議院議員、北海道開発事務次官、大蔵官僚）に、次女・英子は古沢潤一（日本輸出入銀行総裁、日本銀行理事）の二男に嫁いだ。

## 概要
東京府立四中、五高を経て1924年（大正13年）3月に東京帝国大学法学部を卒業。1926年（大正15年）5月、日本勧業銀行に入行した。1945年（昭和20年）2月に人事部長、1947年（昭和22年）7月に理事、1950年（昭和25年）5月から1952年（昭和27年）7月まで副頭取を歴任したが、日本勧業銀行の権力闘争に敗れた。
1952年12月の日本長期信用銀行創立にともない、五高同期池田勇人大蔵大臣に抜擢され、同行副頭取に就任した。父・雄幸が池田が大蔵省入省の際の大蔵大臣という関係から、以来、濱口巌根は池田と昵懇であった。濱口とともに長銀へ移ったのが杉浦敏介である。
1957年（昭和32年）11月、長銀2代目頭取に就任した。1966年（昭和41年）5月まで頭取を務め、1969年（昭和44年）2月まで取締役会長を務めた。その後、相談役に退き、1973年（昭和48年）2月まで日本銀行政策委員会政策委員の要職も歴任した。1976年（昭和51年）、兄の濱口雄彦が死去した1か月後に亡くなった。